# 압둘라 유수프 헬랄
압둘라 유수프 압둘라힘 모하메드 헬랄(아랍어: عبد الله يوسف هلال, Abdulla Yusuf Abdulrahim Mohamed Helal, 1993년 6월 12일 ~ )은 바레인의 축구 선수로, 현재 체코 1. 체스카 포트발로바 리가의 클럽인 믈라다 볼레슬라프에서 뛰고 있다. 포지션은 공격수이다.